# Mesalina de Foligno
Santa Mesalina de Foligno (Foligno, 235 - ibídem, 23 de enero de 249) es una santa italiana (en italiano: Messalina di Foligno). Es considerada «virgen y mártir» por la Iglesia católica. Fue discípula del obispo de Foligno, San Feliciano, quien también pereció bajo el martirio.

## Biografía
La Passio de San Feliciano señala que Santa Mesalina nació en Foligno, en el año 235, en el seno de una familia noble. La doncella fue educada y criada en la fe cristiana gracias a San Feliciano, quien por ese entonces ejercía el cargo de obispo en Foligno. Ya siendo una joven, decidió hacer voto de castidad, consagrando así su virginidad a Cristo.
En aquel entonces existía en el Imperio Romano una actitud de rechazo y marginación hacia quienes profesaban el cristianismo. El emperador Decio decidió emcaminarse -luego de una victoria militar- a la ciudad de Foligno. San Feliciano era muy conocido en la ciudad. Había logrado convertir a muchísimas personas a la fe cristiana, y además su fama de bondadoso y caritativo era bien conocida por todos los residentes del lugar.
Decio, al verse un tanto molesto con la actitud del santo, lo mandó encarcelar. Mesalina, sin embargo, no se amilanó ante la situación y no dudó en visitarlo todos los días. Le llevaba una cesta de mimbre con agua y comida.
Esto despertó cierto tipo de envidia a los carceleros, quienes rápidamente quedaron prendados de la joven. Para probar a la muchacha, estos personajes la invitaron -con halagos y alabanzas- a hacer sacrificios a sus dioses. Mesalina rápidamente se negó. Y no contenta con ello, manifestó -en la celda del obispo prisionero- ser «la esposa de Jesucristo».
Los celadores se llenaron de furia y armados de fuertes látigos azotaron el cuerpo de la joven. Mesalina expiró, producto de las contusiones provocadas por los azotes propinados. Su cuerpo fue arrojado fuera de la cárcel y después recogido por otros cristianos, quienes lo ocultaron en la iglesia palatina, actual Catedral de San Feliciano. Su festividad es celebrada el 23 de enero.

## Reliquias

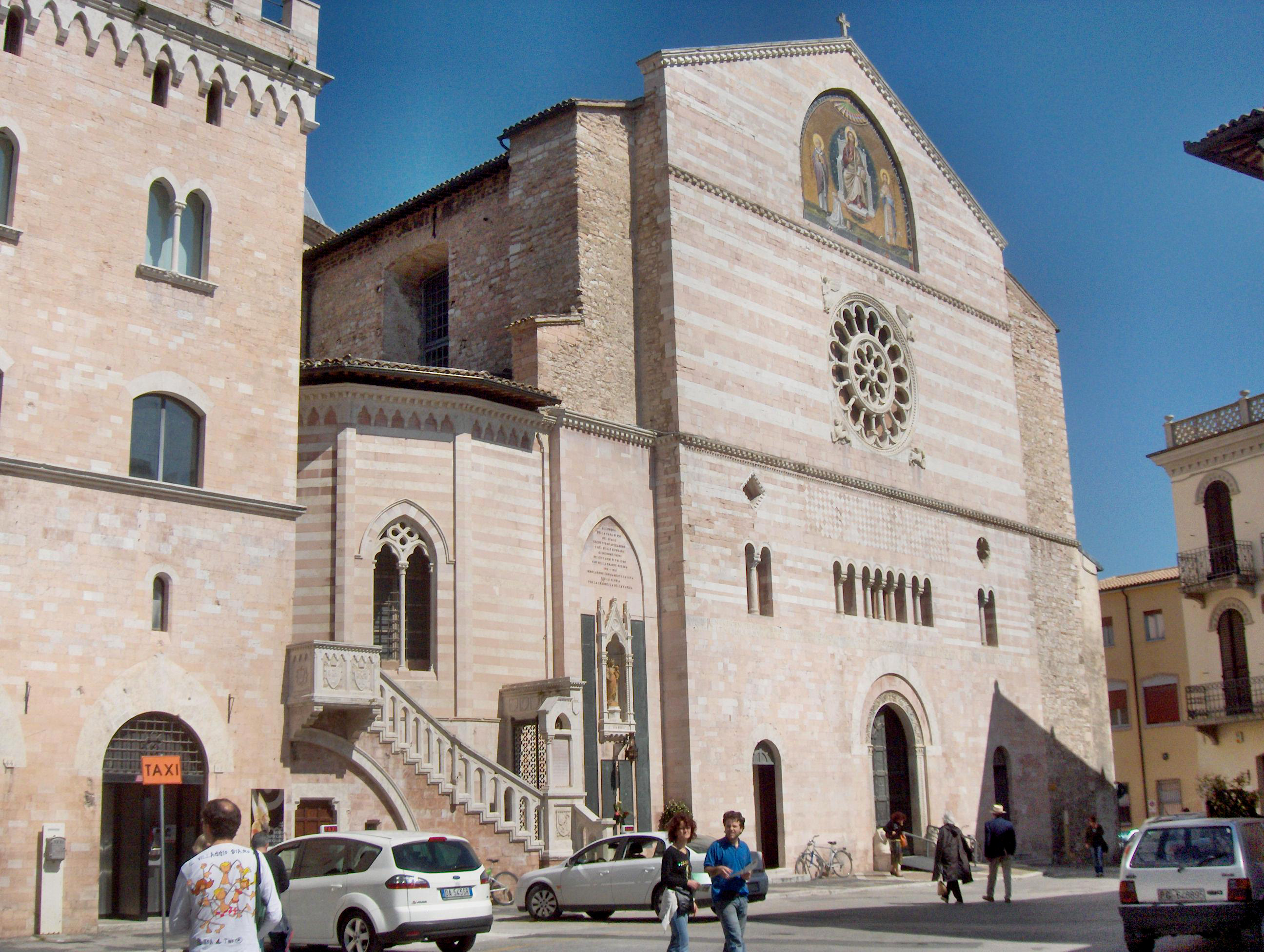
Catedral de San Feliciano, en Foligno (Italia). Lugar donde se encuentran ubicados los restos de la santa.

Hacia finales del siglo XVI, el obispo de Foligno, monseñor Antonio Bizzoni, encargó a un sacerdote que buscara las desaparecidas reliquias de la santa. Finalmente, el 13 de diciembre de 1599, fue hallado un sarcófago con la siguiente inscripción:

HIC SVBTVS IACET CORPVS SANCTAE MESSALINAE / Aquí abajo yace el cuerpo de Santa Mesalina

Se dice que al abrir el sagrado féretro, este desprendió una agradable fragancia perfumada. Además, tuvo lugar la curación de un ministro y la liberación de varios poseídos. A partir de este momento, un sinnúmero de gracias fueron atribuidas a la santa. En 1613, se llevó a cabo una gran procesión en honor a las reliquias de la santa. Sus restos fueron depositados en la capilla de la Virgen de Loreto, en la catedral de San Feliciano, en Foligno.

## Iconografía
Durante las numerosas representaciones de la santa mártir, ésta siempre ha sido simbolizada de manera distinta. Comúnmente se la suele representar como una mujer joven, a veces portando la palma del martirio -uno de los símbolos más comunes de los mártires-, otras llevando consigo una cesta y una corona (símbolo de la nobleza), y en excepcionales ocasiones siendo acompañada por San Feliciano.